# Vicksburg (Schiff)
Die Vicksburg war ein 1872 in Dienst gestelltes Passagierschiff der britischen Reederei Dominion Line. Es beförderte Passagiere und Fracht im transatlantischen Liniendienst auf dem Nordatlantik von Großbritannien nach Kanada. Am 1. Juni 1875 sank die Vicksburg vor Neufundland nach der Kollision mit einem Eisberg. 47 Menschen starben.

## Das Schiff
Das 2.484 BRT große Dampfschiff Vicksburg wurde auf der Werft A. McMillan & Sons Ltd. in der schottischen Hafenstadt Dumbarton gebaut und lief am 28. März 1872 vom Stapel. Der aus Eisen gebaute Schiffsrumpf war 99,63 Meter lang, 11,57 Meter breit und hatte einen maximalen Tiefgang von 7,74 Metern. Das Schiff wurde von Verbunddampfmaschinen von J. & J. Thomson aus Glasgow und einem Propeller angetrieben und beschleunigte den Dampfer auf zwölf Knoten (22,2 km/h). Die Vicksburg hatte einen geraden Steven, einen Schornstein und zwei Masten.
Die Vicksburg wurde für die erst zwei Jahre alte Dominion Line gebaut, die in ihren ersten Jahren hauptsächlich im Passagier- und Frachtverkehr von Liverpool zu verschiedenen Häfen an der kanadischen Westküste tätig war. Sie war das Schwesterschiff der bereits im September 1871 bei A. McMillan & Sons vom Stapel gelaufenen Memphis (Baunummer 165). Die beiden Dampfer waren die ersten für Dominion gebauten Schiffe. Liverpool war der Sitz der Reederei und Heimathafen der Schiffe.
Das Schiff hatte Platz für 80 Erste-Klasse-Passagiere und 600 Zwischendeckpassagiere. Am 9. Juni 1872 legte die Vicksburg in Glasgow zu ihrer Jungfernfahrt nach Québec und Montreal ab und lief am 20. Juni in Montreal ein. Am 27. Juli 1872 begann sie ihre erste Fahrt auf der Route Liverpool–Québec–Montreal, auf der sie am 8. August im Sankt-Lorenz-Strom auf Grund lief. Sie erreichte Montreal am 11. August.
Ab dem 21. Februar 1874 fuhr die Vicksburg von Liverpool nach New Orleans. Im Mai 1874 kehrte sie auf ihre alte Strecke Liverpool–Québec–Montreal zurück, auf der sie fortan blieb. Am 29. April 1875 legte das Schiff in Liverpool zur letzten Überfahrt in westlicher Richtung ab und traf am 13. Mai in Québec ein.

## Untergang
Am Donnerstag, dem 27. Mai 1875 legte die Vicksburg unter dem Kommando von Kapitän William L. Bennett in Québec zur Rückfahrt nach Liverpool ab. An Bord waren 59 Besatzungsmitglieder, sieben Passagiere der Ersten Klasse (darunter zwei Frauen) und 25 Passagiere der Dritten Klasse (darunter vier Frauen), insgesamt 91 Personen. Bennett hatte zuvor die Prussian der Allan Line kommandiert. Zur Fracht gehörten unter anderem 92 Rinder, die für 14.000 US-Dollar versichert waren. Die gesamte Ladung war mit 85.000 US-Dollar versichert.
Am Abend des 31. Mai erreichte die Vicksburg etwa 120 Meilen südöstlich von Saint John vor Neufundland ein großflächiges Feld aus Eisbergen und Schollen und war schnell von dem Treibeis umgeben. Das Schiff fuhr langsam, um eine Kollision zu vermeiden. Um 23.00 Uhr stieß das Heck des Dampfers mit einem unterseeischen Eisberg zusammen, der den Propeller abtrennte und an der Backbordseite die Außenhaut im Bereich der Kohlenbunker aufriss.
Das Schiff nahm schnell Wasser auf. In den folgenden Stunden arbeiteten die Pumpen unablässig. Die Situation wurde so kritisch, dass Kapitän Bennett gegen 06.00 Uhr morgens das Verlassen des Schiffs befahl. Die Rettungsboote wurden seeklar gemacht und mit Proviant versehen. Das erste Boot, das mit vier Männern an Bord zu Wasser gelassen wurde, wurde nach dem Aufsetzen überschwemmt. Das zweite Boot hatte ein Leck, das mit einer Decke gestopft wurde. Ein weiteres Rettungsboot, das den Ersten Offizier Joseph Laybourne und sechs weitere Menschen an Bord hatte, wurde später kieloben treibend gesehen. Um 06.30 Uhr ging die Vicksburg auf der Position 46° 20′ N, 48° 9′ W unter.
Von den 91 Menschen an Bord kamen 47 ums Leben, darunter Kapitän Bennett und mehrere Frauen. Bennett wurde noch kurz zuvor auf der Brücke gesehen. Der Passagierdampfer State of Georgia der State Line nahm fünf überlebende Besatzungsmitglieder aus einem Rettungsboot auf und brachte sie am 10. Juni nach New York. 12 weitere Überlebende wurden von einem amerikanischen Fischkutter nach Saint John gebracht.
Einige Tage später berichtete ein Passagier der ebenfalls zur Dominion Line gehörenden Québec, dass dieses Schiff die Vicksburg passiert und deren Kapitän vor dem Eis gewarnt hätte, da die Québec selbst nur mit Mühe durch das Eisfeld gekommen war. Der Board of Trade kam in seinem Abschlussbericht zu dem Schluss, dass Kapitän Bennett das Unglück anzulasten sei, da er sich nicht an die Vorschriften der Reederei in Bezug auf das Ausweichen von Eis und das Aussetzen der Rettungsboote gehalten habe. Ihm wurde zudem zur Last gelegt, dass er zu spät das Verlassen des Schiffs angeordnet habe.